# .405 Winchester
.405 Winchester / 10.45x65mmR (.405 WCF) фланцевий гвинтівковий набій центрального запалення rifle cartridge, який було представлено в 1904 році для важільної гвинтівки Winchester 1895. Набій і до тепер залишається найпотужнішим фланцевим набоєм, який було розроблено спеціально для гвинтівок важільної дії. Єдиними сучасними набоями для важільних гвинтівок, які за продуктивністю перевищують цей набій є набої.50 Alaskan, .450 Alaskan, .475 Turnbull, .348 Turnbull та .450 Marlin. Набій .405 високо оцінив президент США Теодор Рузвельт під час свого сафарі у Східній Африці.

## Опис та балістика

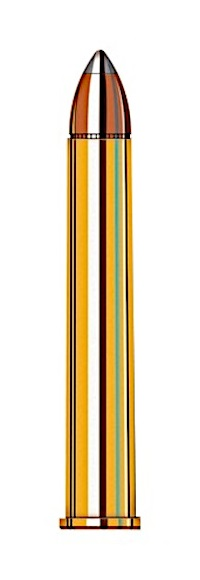
Набій .405 WCF.

Оригінальна заводська комплектація набою складається з кулі вагою 300 гран (19 г) з м'яким носом або металевою оболонкою  (Full Metal Jacket) яка має швидкість 2200 fps (670 м/с). Коли в 1936 році з виробництва було знято гвинтівку Winchester M1895 набій визнали застарілим. Набій перестали додавати до каталогу в 1955 році. Проте, під час святкування 100-річчя президентства Теодора Рузвельта в 2001 році, компанія Winchester представила гвинтівку M1895 під набій .405 Winchester.
Крім гвинтівки Winchester Model 1895, набій .405 Winchester також використовують у гвинтівках Winchester Model 1885 Single Shot Rifle, Remington-Lee з ковзним затвором (з 1904 по 1906 роки) і в багатьох британських та європейських двоствольних гвинтівках. Крім того набій використовували в однозарядній гвинтівці Ruger No.1 Tropical.
Під час своїх рекламних кампаній протягом першого десятиліття двадцятого століття компанія Winchester часто використовувала захопливі відгуки Теодора Рузвельта про набій .405 Winchester та гвинтівку Winchester 1895. Рузвельт називав цю гвинтівку "'лікарською гвинтівкою' для левів." Цю цитату взято з розповіді Рузвельта про полювання на левів в сьомому розділі своєї книги "Африканські мисливські стежки" (Scribner's Sons, 1910, сторінка 167):
Але коли ми стояли, один з носіїв крикнув "Сімба" і ми мигцем побачили велику левицю, що скакала галопом уздовж дерев, прямо за ущелиною...Тарлтон схопив свою двостволку і порадив мені зробити те саме, оскільки сонце вже сіло, а тому треба буде працювати на близькій відстані, але я похитав головою, оскільки для мене Winchester 405  був "лікарською гвинтівкою" для левів.
Після появи набою .405 Winchester, багато мисливців використовували й його для полювання на велику африканську дичину, в тому числі на бегемотів та бізонів; хоча найкраще він підходить для полювання дичину з тонкою шкірою, через низьку щільність перетину кулі. Крім того швидкість набою є низькою за сучасними стандартами, тому стрільба на далекі відстані є викликом для стрільця, оскільки він має враховувати падіння кулі.

## Кустарні набої

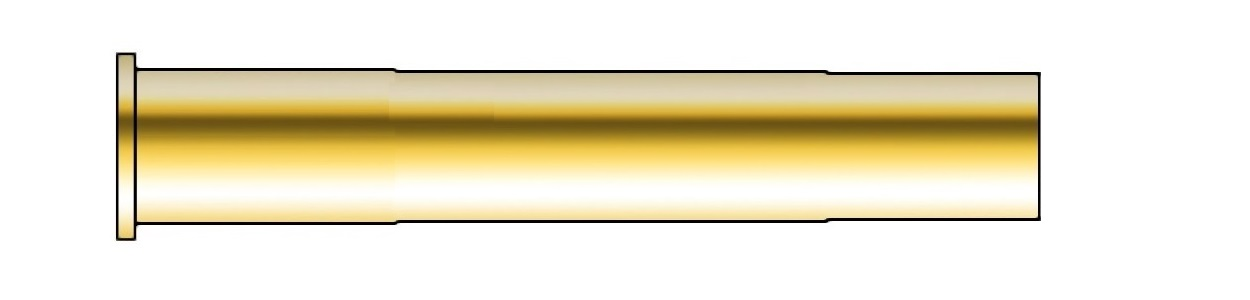
Гільза набою .405 WCF.

Два кустарних набої .277 Elliott Express та .357 Elliott Express були розроблені компанією O.H. Elliott & Company з Саут-Гейвену, штат Мічиган, на базі набою .405 Winchester. Цей виробник зброї також випускав гвинтівкові стволи.

## Параметри

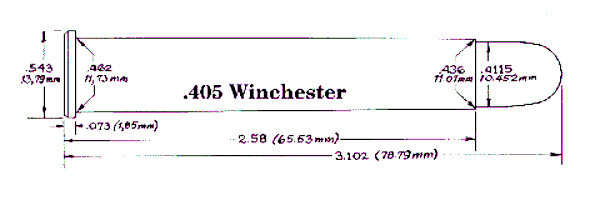